# 政治スト
政治スト（せいじスト、political strike）とは、国又は地方公共団体など、公の機関を相手に政治的目的のために行なわれるストライキのことを指す。

## 政治ストの態様
その要求内容により、政治ストは2種類に分類される。
経済的政治スト
労働条件、労働者の地位向上等に資するもの
純粋政治スト
平和・戦争反対など、純粋に政治問題に特化したもの

## 日本の学説
違法説（判例）
ストの相手方が使用者でないため、日本国憲法第28条の保障を受けるものではないとするもの。理由としては、団体交渉で処理できない、他の国民よりストを行なう優越性が認められない、などである。
正当説
すべてのストは憲法第28条の保障を受けとするもの。憲法28条が目的の制約を加えていないこと、歴史的に労働と政治は不可分であることなどが理由となる。
政治スト二分説（学界の多数説）
経済的政治ストは憲法第28条の適用を受けるが、純粋政治ストは憲法第21条（表現の自由）の適用を受けるにとどまるとするもの。すなわち、前者のみに正当性が認められるというもの。

## 日本の判例
- 判例は違法説を採り、全逓東京中郵事件、全農林警職法事件、三菱重工業長崎造船所事件（最高裁平成4年9月25日第二小法廷判決）などで、政治ストが憲法第28条の保護を受けないことが一貫して判示されている。

## その他
oxford referenceによれば「フランスでは立法過程に影響を与えるために労働組合が大規模な抗議ストライキを利用する伝統がある」「英国では政治的ストライキはまれであり、争議問題の解決につながる行動を伴わないため違法である」と解説している。